# Завадский, Леонид Васильевич
Леонид Васильевич Завадский (15 октября 1947, Брест, Белорусская ССР, СССР — 7 октября 1994) — российский криминальный авторитет, в начале 1990-х годов контролировал большую часть проституции Москвы, был известен под кличками «Лёнчик» и «Бубновый Батя».

## Биография

### Первые судимости
Леонид Завадский родился в Бресте в 1947 году. Впервые в поле зрения правоохранительных органов Завадский попал в 1970-е годы. Он лично был знаком со многими криминальными авторитетами и ворами в законе, например, с Вячеславом Иваньковым («Япончик») и Отари Квантришвили («Отарик»). Совместно с последним он занимался махинациями с чеками «Внешпосылторга» в московской гостинице «Россия». Завадский был дважды судим. Первый раз он был осуждён к 15 годам лишения свободы, но через 5 лет выпущен по амнистии. Второй раз его отправили в колонию на два года. Среди связей Завадского числились также известные авторитеты Сергей Мамсуров («Мансур»), Олег Коротаев, Фёдор Ишин («Федя Бешеный»). По некоторым данным, Завадский даже выдвигался в воры в законе, но отказался от этого.

### Деятельность в 1990-е годы
В 1990-е годы Завадский стал практически полностью контролировать секс-бизнес Москвы. Большинство проституток и сутенёров Москвы платили Бубновому Бате, отдавая часть своих доходов. Отказывавшиеся платить вскоре становились жертвами неизвестных киллеров. Подобные прецеденты бывали не раз. Большинство вращавшихся в секс-бизнесе людей даже не знали имени стоявшего на вершине криминальной пирамиды Завадского. Помимо этого, он также занимался операциями с валютой, антиквариатом, скупал драгоценные металлы и камни. Лёнчик активно занимался коммерцией, специализировался на игорном бизнесе.
Тем временем Завадский познакомился с неким Сергеем Мамсуровым по прозвищу «Мансур». Тот решил попробовать себя в бизнесе, и Леонид оказал ему в этом большую поддержку. Они организовали фирму «Осмос». Первоначальный капитал за неё внёс именно Завадский, а её идейным генератором стал Мамсуров. Одной из таких операций, например, была закупка в странах Западной Европы партии устаревших даже по тем временам компьютеров и продажа их в России по многократно завышенной цене. Завадский поверил в финансовый гений Мамсурова. Каждую удачную операцию они отмечали в одном из дорогих ресторанов центра Москвы. Мансур стал равноправным партнёром Лёнчика. Именно Мамсуров предложил ему организовать частное охранное предприятие, чтобы легализовать пользование оружием. Завадский согласился. Под видом охранной деятельности люди Мансура занимались самым настоящим рэкетом.

### Убийство
Вскоре Мамсуров был арестован вместе со своими людьми за вымогательство, но спустя два месяца вышел на свободу. Столь быстрое освобождение вызвало подозрения у Завадского, и он назначил ему встречу на Введенском кладбище, чтобы рассеять свои сомнения. Встреча состоялась 7 октября 1994 года. Мансур сумел убедить Лёнчика в своей непричастности к правоохранительным органам, но вместе с тем решил убить своего партнёра. Когда они попрощались, Мамсуров выстрелил Завадскому в голову, убив его наповал. По свидетельству охранника Мансура, тот сказал: «Так надо». Сам Мамсуров был убит во время задержания 7 апреля 1995 года. Оставшиеся члены банды были вскоре арестованы и осуждены.